# 紀元前295年
紀元前295年（きげんぜん295ねん）は、ローマ暦の年である。
当時は、「クィントゥス・ファビウス・マクシムス・ルッリアヌスとプブリウス・デキウス・ムスが共和政ローマ執政官に就任した年」として知られていた（もしくは、それほど使われてはいないが、ローマ建国紀元459年）。紀年法として西暦（キリスト紀元）がヨーロッパで広く普及した中世時代初期以降、この年は紀元前295年と表記されるのが一般的となった。

## 他の紀年法
- 干支 : 丙寅
- 日本
  - 皇紀366年
  - 孝安天皇98年
- 中国
  - 周 - 赧王20年
  - 秦 - 昭襄王12年
  - 楚 - 頃襄王4年
  - 斉 - 湣王6年
  - 燕 - 昭王17年
  - 趙 - 恵文王4年
  - 魏 - 昭王元年
  - 韓 - 釐王元年
- 朝鮮
  - 檀紀2039年
- ベトナム :
- 仏滅紀元 : 250年
- ユダヤ暦 :

## できごと

### 共和政ローマ
- サムニウム、エトルリア、ウンブリア、ガリアの連合軍がローマ軍に敗北し、センティヌムの戦いが終わった。この戦いで、ローマ軍は8000名近く、連合軍は25000名程度の兵を失った。

### ギリシア
- アテネがデメトリオス1世に陥落させられ、僭主のLacharesは殺害された。
- マケドニア王のアンティパトロス2世は、弟で共同統治者のアレクサンドロス5世をかわいがり過ぎるとして、母親のテッサロニカを殺害した。

### 中国
- 秦の尉錯が魏の襄城を攻撃した。
- 趙の主父と恵文王が沙丘に遊覧した。このとき公子章（安陽君）と田不礼が反乱を起こし、肥義を殺した。公子章は公子成や李兌らに敗れて、主父の宮に逃げ込んで立てこもり、公子成や李兌らが宮を包囲した。3カ月後に主父は餓死した。
- 秦の丞相の楼緩が罷免され、魏冄が代わって丞相となった。

## 死去
- テッサロニカ - マケドニアの王妃
- プブリウス・デキウス・ムス2世 - ローマの執政官
- 荘子 - 中国の哲学者
- 武霊王 - 趙の王